# Abricot (couleur)
Pour les articles homonymes, voir Abricot (homonymie).

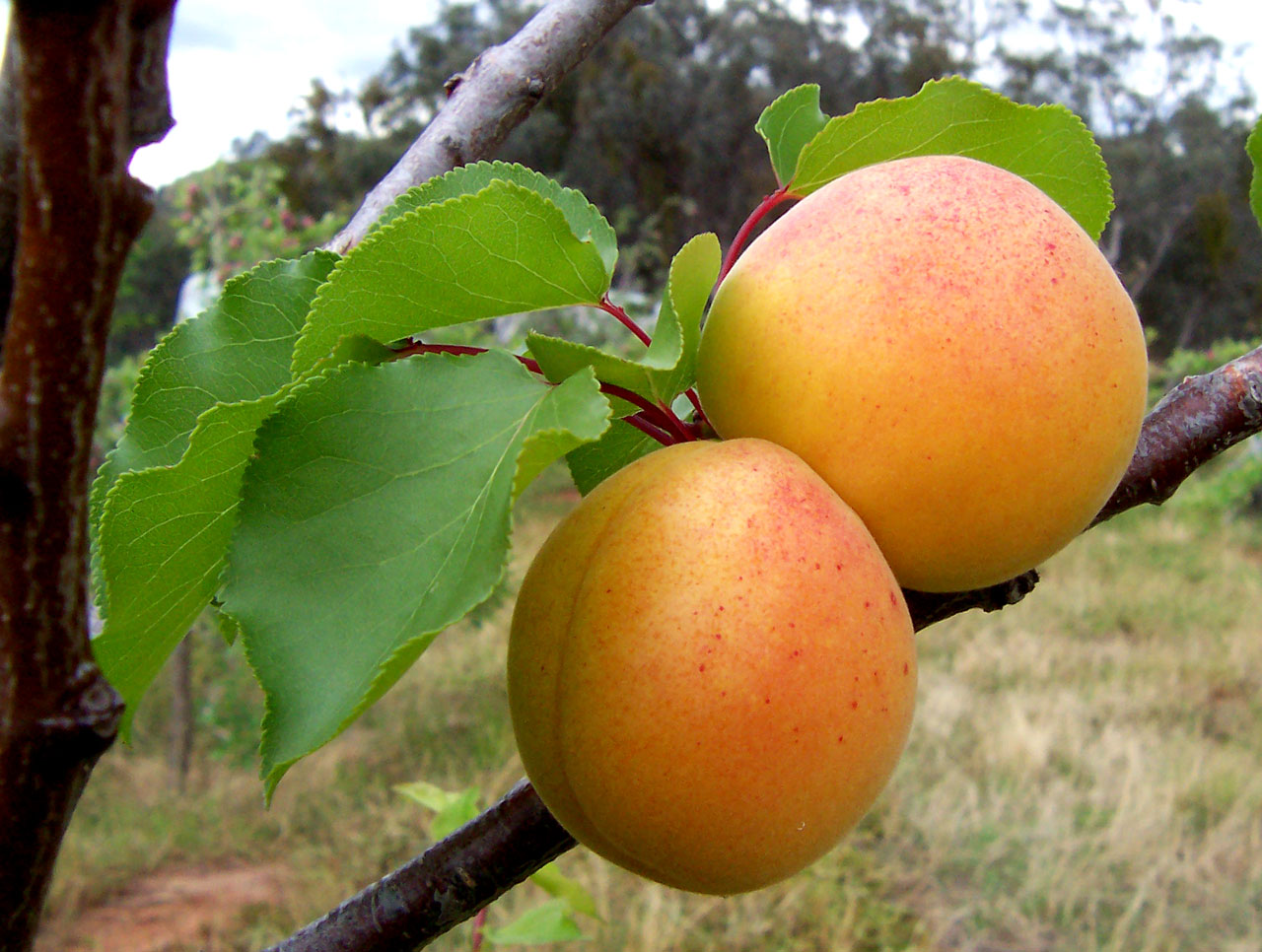
Abricots.

Abricot est un nom de couleur en usage principalement dans la décoration et la mode, pour désigner une teinte orangée clair, en référence à la couleur de l’abricot mûr.
Dans les nuanciers de peinture pour la décoration, on trouve par exemple abricot, Abricot clair ; en fil à broder 3340 abricot ; en tissu, en papier pour l'impression, on trouve des nuances similaires qu'on pourrait classer parmi les incarnats.

## Histoire
Le nom de couleur abricot est attesté en français en 1736, dans des échantillons de tissu.
Un nuancier de 1786 présente les dénominations de teinturiers français abricot, abricot clair, abricot nourri, abricot pourri.
Au XIXe siècle, Michel-Eugène Chevreul a entrepris de situer les couleurs les unes par rapport aux autres et par rapport aux raies de Fraunhofer. Il place l'abricot à la même teinte que la carotte, mais d'un ton plus clair, à orangé 6 ton.
Le Répertoire de couleurs de la Société des chrysanthémistes donne en 1905 quatre tons de la couleur Abricot, avec comme synonyme Jaune de chrome foncé, du marchand de couleurs Bourgeois (RC1, p. 53) ; il indique aussi quatre tons d'un Abricot rougeâtre, avec comme synonymes rouge cuivré et Laque de Garance Capucine, du même marchand, et le ton 4 est identique au Salmon (saumon) de la Chart of Colors de l’American Floral Society (RC1, p. 63).

## La couleur du fruit
Comme dans le cas de la banane et du citron, la couleur de l'abricot est un indice de sa maturité. Les abricots jaunissent en mûrissant. Les professionnels repèrent leur couleur dans un nuancier.